# خانه حاجی میرزا علی
خانه حاجی میرزا علی مربوط به مظفری - دوره تیموریان است و در شهرستان میبد، بخش مرکزی، دهستان بفروئیه، روستای فیروزآباد واقع شده و این اثر در تاریخ ۱۶ دی ۱۳۸۷ با شمارهٔ ثبت ۲۴۴۰۷ به‌عنوان یکی از آثار ملی ایران به ثبت رسیده است.